# 什魯斯伯里城堡
什魯斯伯里城堡（英語：Shrewsbury Castle）是英國英格蘭什羅普郡什魯斯伯里的一座紅砂岩城堡，位於什魯斯伯里車站的正上方，是一座英國一級保護建築。自1985年開始，什魯斯伯里城堡就是什羅普郡博物館的所在地。

## 外部連結

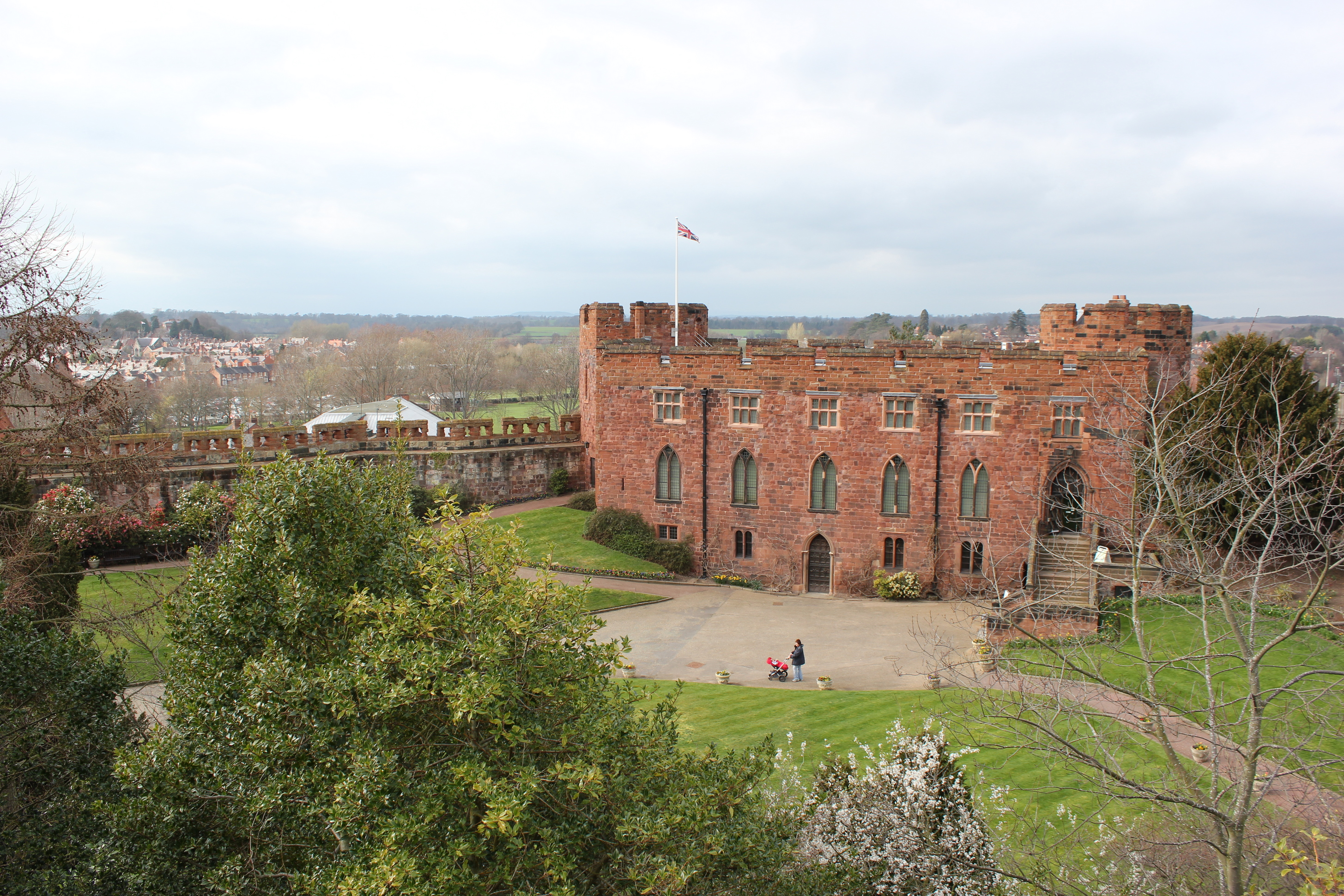
什魯斯伯里城堡

- Shrewsbury Castle （页面存档备份，存于） - official site with visiting information and Shropshire Regimental Museum
- Shrewsbury Castle website (unofficial) （页面存档备份，存于）
- Shropshire Regimental Museum collections （页面存档备份，存于）

1. ↑  . English Heritage.   [10 October 2014]. （原始内容存档于2014-10-24）.